# Schweizer Cup (Fussball, Männer) 1944/45
Der 20. Schweizer Cup wurde vom 15. Oktober 1944 bis zum 2. April 1945 ausgetragen. Sieger war der Verein BSC Young Boys.

## Der Modus
Es wurde im K.-o.-System gespielt. Im Fall eines Gleichstandes zum Ende der Verlängerung wurde das Spiel auf dem Platz der Gastmannschaft wiederholt. Das Finalspiel fand in Bern statt.

## 3. Ausscheidungs-Runde
Ebenso nahmen in der 3. Ausscheidungs-Runde die Mannschaften der Nationalliga nicht teil.
| Datum                   |                                   | Ergebnis  |                         |
| ----------------------- | --------------------------------- | --------- | ----------------------- |
| 03.12.1944 um 14:30 Uhr | FC Aarau                          | 4:1       | Sporting Club Aarau     |
|                         | FC Allschwil                      | 0:6       | FC Basel                |
|                         | Amical Abattoirs Genève           | 0:1       | CS International Genève |
|                         | FC Adliswil                       | 1:3       | Grasshopper Club Zürich |
|                         | FC Bern                           | 7:1       | FC Langnau im Emmental  |
|                         | FC Biel-Bienne                    | 2:1       | FC Nidau                |
|                         | FC Binningen                      | 2:9       | Nordstern Basel         |
|                         | FC Blue Stars Zürich              | 2:1       | FC Zürich               |
|                         | SC Brühl St. Gallen               | 1:2 n. V. | FC Amriswil             |
|                         | Étoile-Sporting La Chaux-de-Fonds | 6:3       | Concordia Yverdon       |
|                         | Gardy-Jonction Genève             | 1:8       | Servette FC             |
|                         | FC Gerlafingen                    | 0:3       | SC Derendingen          |
|                         | Helvetia Bern                     | 0:1       | FC Grenchen             |
|                         | FC La Chaux-de-Fonds              | 3:0       | FC Fleurier             |
|                         | CS La Tour-de-Peilz               | 0:14      | FC Lausanne-Sports      |
|                         | FC Locarno                        | 5:2       | FC Bodio                |
|                         | FC Lugano                         | 5:0       | FC Uster                |
|                         | Luzerner Sportclub                | 2:0       | FC Wipkingen            |
|                         | FC Porrentruy                     | 0:1 n. V. | FC Moutier              |
|                         | US Pro Daro Bellinzona            | 3:0       | FC Mendrisio            |
|                         | FC St. Gallen                     | 8:1       | FC Ems                  |
|                         | FC Solothurn                      | 4:0       | FC Wacker Grenchen      |
|                         | FC Thun                           | 0:5       | BSC Young Boys          |
|                         | FC Turgi                          | 1:2       | FC Luzern               |
|                         | Urania Genève Sport               | 2:0       | Stade Nyonnais          |
|                         | Vevey-Sports                      | 0:1       | Cantonal Neuchâtel      |
|                         | FC Winterthur                     | 1:3       | AC Bellinzona           |
|                         | Young Fellows Zürich              | 3:2 n. V. | FC Schaffhausen         |
|                         | SC Zofingen                       | 2:1       | FC Langenthal           |
|                         | SC Zug                            | 2:0       | FC Wohlen               |
|                         | Stade Lausanne                    | 0:0 n. V. | FC Fribourg             |
| 10.12.1944 um 14:30 Uhr | FC Monthey                        | 2:3       | FC Sion                 |

### Wiederholungsspiel
| Datum                   |             | Ergebnis |                |
| ----------------------- | ----------- | -------- | -------------- |
| 10.12.1944 um 14:30 Uhr | FC Fribourg | 0:1      | Stade Lausanne |

## 1/16 Finals
In den 1/16-Finals spielten erstmals die Mannschaften der Nationalliga mit:
| Datum                   |                         | Ergebnis  |                                   |
| ----------------------- | ----------------------- | --------- | --------------------------------- |
| 24.12.1944 um 14:30 Uhr | FC Aarau                | 2:0       | US Pro Daro Bellinzona            |
|                         | FC Amriswil             | 0:2       | FC Locarno                        |
|                         | FC Biel-Bienne          | 0:2 n. V. | Cantonal Neuchâtel                |
|                         | FC Basel                | 3:1       | SC Zofingen                       |
|                         | SC Derendingen          | 2:3       | Urania Genève Sport               |
|                         | Grasshopper-Club Zürich | 4:1       | FC Blue Stars Zürich              |
|                         | FC La Chaux-de-Fonds    | 0:1       | FC Grenchen                       |
|                         | FC Lausanne-Sports      | 2:1       | FC Moutier                        |
|                         | Luzerner Sportclub      | 0:4       | FC St. Gallen                     |
|                         | Servette FC             | 0:3       | CS International Genève           |
|                         | FC Sion                 | 2:4       | BSC Young Boys                    |
|                         | FC Solothurn            | 2:3       | Stade Lausanne                    |
|                         | Young Fellows Zürich    | 2:0       | Nordstern Basel                   |
|                         | SC Zug                  | 2:1 n. V. | FC Luzern                         |
|                         | AC Bellinzona           | 2:2 n. V. | FC Lugano                         |
|                         | FC Bern                 | 1:1 n. V. | Étoile-Sporting La Chaux-de-Fonds |

### Wiederholungsspiel
| Datum                   |                                   | Ergebnis |               |
| ----------------------- | --------------------------------- | -------- | ------------- |
| 14.01.1945 um 14:30 Uhr | Étoile-Sporting La Chaux-de-Fonds | 4:1      | FC Bern       |
|                         | FC Lugano                         | 3:2      | AC Bellinzona |

## Achtelfinals
| Datum                   |                         | Ergebnis  |                                   |
| ----------------------- | ----------------------- | --------- | --------------------------------- |
| 21.01.1945 um 14:30 Uhr | FC Grenchen             | 4:1       | Urania Genève Sport               |
|                         | FC Lausanne-Sport       | 0:3       | CS International Genève           |
|                         | FC Locarno              | 2:1       | SC Zug                            |
|                         | FC St. Gallen           | 3:0       | FC Basel                          |
|                         | Stade Lausanne          | 0:2 n. V. | Cantonal Neuchâtel                |
| 28.01.1945 um 14:30 Uhr | FC Aarau                | 2:3 n. V. | Young Fellows Zürich              |
| 19.02.1945 um 14:30 Uhr | Grasshopper-Club Zürich | 1:2       | FC Lugano                         |
|                         | BSC Young Boys          | 10:0      | Étoile-Sporting La Chaux-de-Fonds |

## Viertelfinals
| Datum                   |               | Ergebnis |                         |
| ----------------------- | ------------- | -------- | ----------------------- |
| 26.02.1945 um 14:30 Uhr | FC Grenchen   | 0:2      | BSC Young Boys          |
|                         | FC Locarno    | 0:1      | Young Fellows Zürich    |
|                         | FC Lugano     | 1:2      | CS International Genève |
|                         | FC St. Gallen | 3:1      | Cantonal Neuchâtel      |

## Halbfinals
| Datum                   |                      | Ergebnis  |                         |
| ----------------------- | -------------------- | --------- | ----------------------- |
| 11.03.1945 um 14:30 Uhr | FC St. Gallen        | 1:0 n. V. | CS International Genève |
|                         | Young Fellows Zürich | 1:1 n. V. | BSC Young Boys          |

### Wiederholungsspiel
| Datum                   |                      | Ergebnis  |                      |
| ----------------------- | -------------------- | --------- | -------------------- |
| 25.03.1945 um 14:30 Uhr | BSC Young Boys       | 0:0 n. V. | Young Fellows Zürich |
| 31.03.1945 um 14:30 Uhr | Young Fellows Zürich | 2:4       | BSC Young Boys       |

## Final
Das Finalspiel fand am 4. April 1945 im Stadion Wankdorf in Bern statt.
| Paarung        | BSC Young Boys – FC St. Gallen                                                                                                 |
| Ergebnis       | 2:0 n. V. |
| Datum          | 4. April 1945 um 15:00 Uhr |
| Stadion        | Stadion Wankdorf, Bern |
| Zuschauer      | 14.900 |
| Schiedsrichter | Jean Lutz (Genève) |
| Tore           | 1:0 Trachsel (97.) 2:0 Walaschek (108., Foulelfer)                                                                             |
| BSC Young Boys | Glur, Flühmann, Gobet, Liniger, Stoll, Puigventos II, Streun, Trachsel, Knecht, Walaschek, Bernhard Cheftrainer: Béla Volentik |
| FC St. Gallen  | Eugster, Rechsteiner, Engler, Conte, Baumann, Probst, Müller, Hager, Casali II, Wagner, Dériaz Cheftrainer: Gusti Lehmann      |